# 5497 Sararussell
5497 Sararussell è un asteroide della fascia principale. Scoperto nel 1975, presenta un'orbita caratterizzata da un semiasse maggiore pari a 3,0067371 UA e da un'eccentricità di 0,0613486, inclinata di 10,75460° rispetto all'eclittica.